# Paratyposyllis peresi
Paratyposyllis peresi är en ringmaskart som beskrevs av Laubier 1968. Paratyposyllis peresi ingår i släktet Paratyposyllis och familjen Syllidae. Inga underarter finns listade i Catalogue of Life.